# Марія-Доротея Кеттлер
Марі́я-Дороте́я Ке́ттлер (нім. Maria Dorothea von Kettler; 2 серпня 1684 — 17 січня 1743) — курляндська принцеса, маркграфиня Бранденбург-Шведта (1703—1743). Представниця німецької шляхетської династії Кеттлерів. Народилася в Мітаві, Семигалія. Донька Фрідріха-Казимира Кеттлера, герцога Курляндії і Семигалії, та його першої дружини Софії-Амалії Нассау-Зігенської. Дружина Альберт-Фрідріх Бранденбург-Шведтського, маркграфа Бранденбург-Шведта, генерал-лейтенанта Бранденбург-Пруссії. Справила весілля 30 жовтня 1703  року в Шарлоттенбурзіі. Народила 7 дітей. Померла в Берліні, Пруссія.

## Сім'я
- Батько: Фрідріх-Казимир Кеттлер (1650–1698) — герцог Курляндії і Семигалії (1682–1698).
- Матір: Софія-Амалія Нассау-Зігенська (1650–1688)
- Брати і сестри:

Фрідріх Кеттлер (1682—1683) помер неповнолітнім.
Елеонора-Шарлотта Кеттлер (1686–1748) ∞ 1714: Ернст-Фердинанд Бранденбург-Бевернський (1682–1746).
Амалія-Луїза Кеттлер (1687–1750) ∞ 1708: Фрідріх-Вільгельм-Адольф Нассау-Зігенський (1680–1722).
Христина-Софія Кеттлер (1688–1694) померла неповнолітньою.